# Egon Hartmann (Architekt)

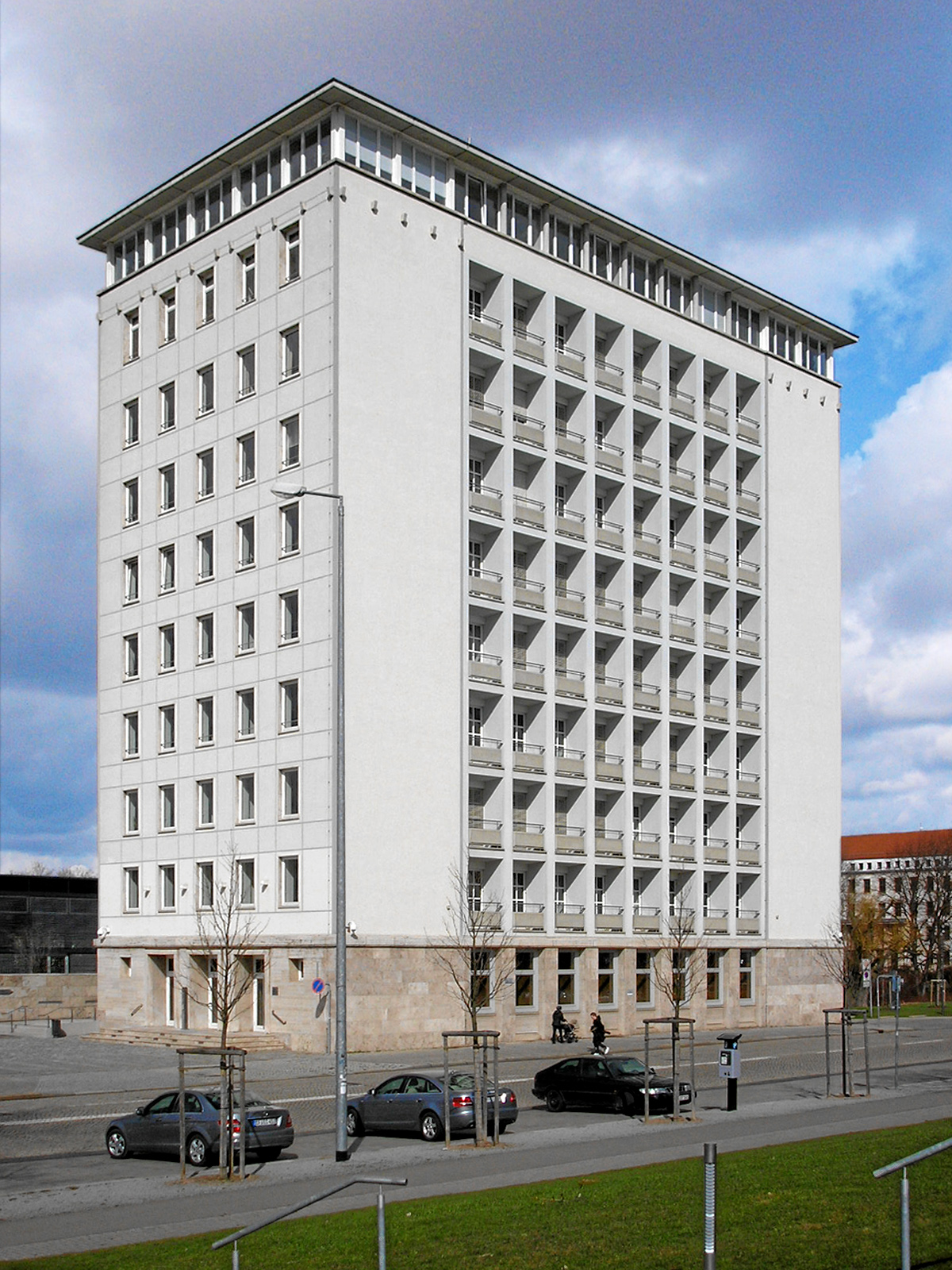
Hochhaus in Erfurt, von Südwesten betrachtet

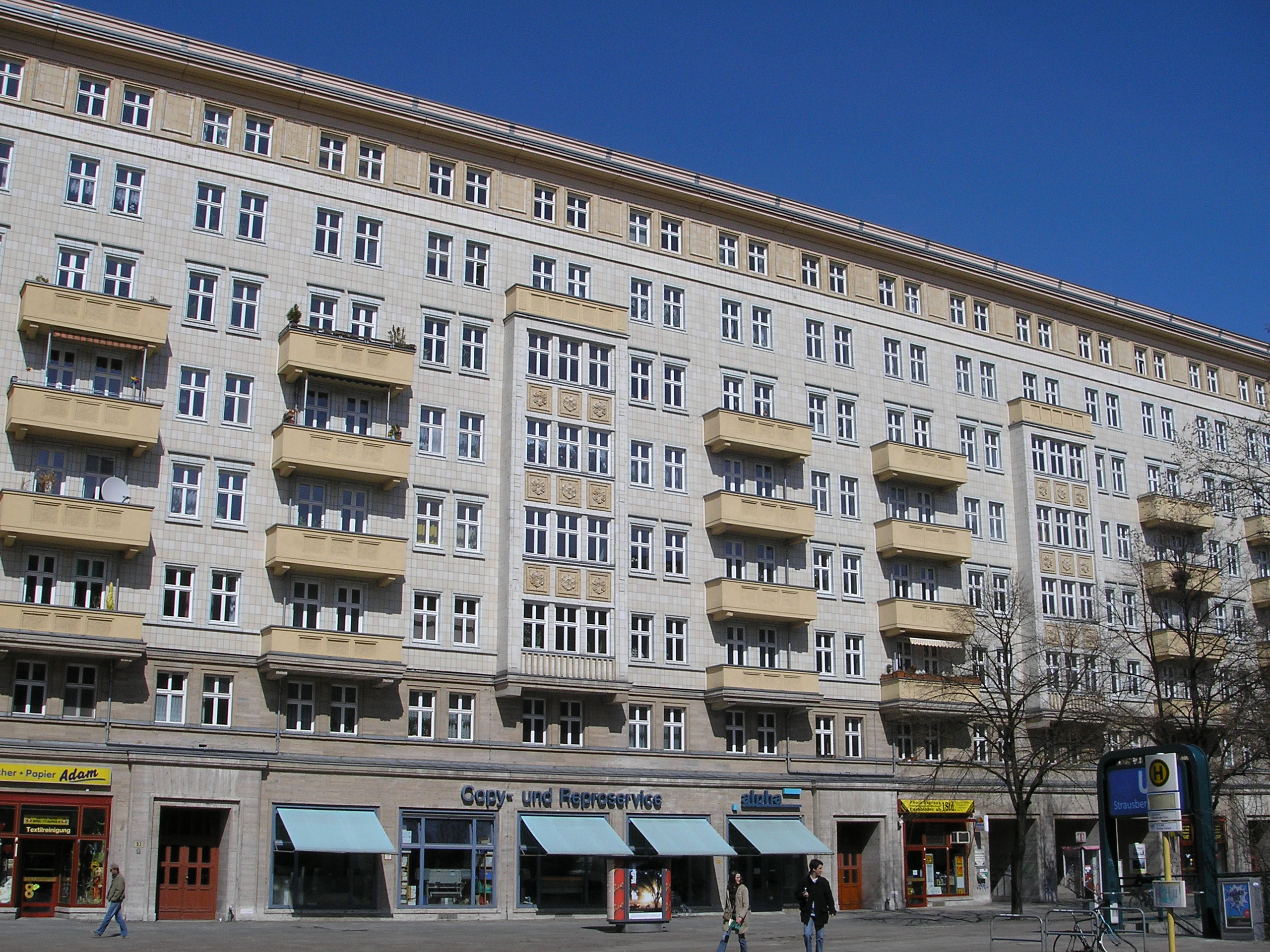
Häuser von Block B der Karl-Marx-Allee, ehemals Stalinallee, in Berlin

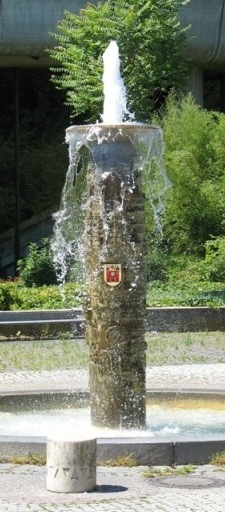
Reichenberger Brunnen auf Vorplatz von Kongress am Park in Augsburg

Egon Hartmann (* 24. August 1919 in Reichenberg, Tschechoslowakei; † 6. Dezember 2009 in München) war ein deutscher Architekt und Stadtplaner.

## Leben
Hartmann war das einzige Kind von Franz und Anna Hartmann geb. Müller. Er besuchte bis 1934 die Volksschule und die Staatsrealschule in Reichenberg, von 1934 bis 1938 dann die Höhere Staatsgewerbeschule Reichenberg, wo er den Abschluss als Bauingenieur erwarb. Anschließend war er Mitarbeiter beim Architekten Henry König in Berlin, bevor er von 1939 bis 1945 am Zweiten Weltkrieg teilnahm, zuletzt als Leutnant der Reserve. Im Wintersemester 1942/1943 studierte er an der Hochschule für Baukunst und Bildende Kunst in Weimar. Im August 1944 heiratete Hartmann Waltraude geb. Pohl, aus der Ehe gingen vier Kinder hervor. Im November 1944 erlitt er mit dem Verlust des Unterkiefers die schwerste Kriegsverletzung und musste bis Oktober 1945 im Kieferlazarett in Prag und später in Gotha bleiben. Von 1946 bis 1948 setzte Hartmann sein Studium in Weimar fort und schloss als Diplomarchitekt ab. Von 1948 bis 1949 war er Assistent bei Gustav Hassenpflug an der Weimarer Hochschule. Einem 1. Preis im Architekturwettbewerb für eine Schule in Unterwellenborn folgte der Eintritt in das Landesprojektierungsbüro Thüringen in Weimar. Hartmann war an zahlreichen städtebaulichen Wiederaufbaustudien und Generalbebauungsplanungen in der Sowjetischen Besatzungszone bzw. der DDR beteiligt. Nach Plänen von Hartmann wurde 1950–1951 in Erfurt das heutige Hochhaus des Thüringer Landtags als Ministerialdienstgebäude errichtet; es war das erste in der DDR gebaute Hochhaus außerhalb Berlins und steht heute unter Denkmalschutz. 1951 gewann er den 1. Preis im Architekturwettbewerb für die städtebauliche und architektonische Gestaltung der Ost-Berliner Stalinallee. Als Chefarchitekt und technischer Leiter des staatlichen Projektierungsbüros für Stadt- und Dorfplanung in Weimar verantwortete er die Ausarbeitung von Flächennutzungs- und Bebauungsplänen für über 30 thüringische Städte und Stadtzentren. 1952 wurde Hartmann der Nationalpreis I. Klasse für Kunst und Literatur der DDR verliehen.
1954 siedelte er in die Bundesrepublik Deutschland über, wo er zunächst im Hochbauamt der Stadt Mainz angestellt war. 1958 errang er im wichtigen westdeutschen Architekturwettbewerb „Hauptstadt Berlin“ einen 2. Preis. 1959 zog Hartmann nach München, 1962 wurde er an der Technischen Hochschule Darmstadt mit einer Dissertation über die Entwicklung der Stadt Mainz promoviert, die von Max Guther und Karl Gruber betreut wurde. In München arbeitete er in verschiedenen Büroarbeitsgemeinschaften und plante für München drei Entlastungsstädte sowie die Fußgängerzone in der Altstadt; 1963 legte er einen Stadtentwicklungsplan vor. 1963 wurde er Baudirektor im Baureferat der Stadt München. Ab 1964 leitete er dort die Konzeption der Satellitenstadt Neuperlach. Mit dem Endergebnis des neuen Stadtteils war er jedoch nie vollständig einverstanden. 1967 baute er sein eigenes Wohnhaus in München-Neuforstenried. 1976 ging Hartmann in den Ruhestand, in dem er sich der bildenden Kunst widmete und zahlreiche Reisen unternahm. 1980 schuf er den Reichenberger Brunnen in Augsburg, der an bedeutende Persönlichkeiten aus Reichenberg erinnert.
Hartmanns „vier berufliche Stationen Weimar/Erfurt, Berlin, Mainz und München sind alle paradigmatisch für den Städtebau der Moderne in Deutschland“, so Sophie Wolfrum 2010 in ihrem Nachruf in der Zeitschrift Bauwelt, und Hartmann eine „Schlüsselperson des Nachkriegsstädtebaus in Deutschland“, doch „eine präzise architekturkritische Würdigung seiner Arbeiten steht noch aus“.
Hartmanns Nachlass befindet sich in den Wissenschaftlichen Sammlungen des Leibniz-Instituts für Raumbezogene Sozialforschung (IRS) in Erkner, ein kleinerer Teilnachlass außerdem im Architekturmuseum der Technischen Universität München. Eine Wanderausstellung des IRS über Hartmann wird seit 2018 gezeigt, zuerst im Thüringer Landtag in Erfurt.

## Auszeichnungen
- 1952: Nationalpreis der DDR in der I. Klasse für Kunst und Literatur, für gute Leistungen beim Aufbau der Stalinallee
- 1981: Liebieg-Medaille des Augsburger Vereins Heimatkreis Reichenberg